# Henrik Livónia krónikája
Henrik Livónia krónikája (Lett Henrik krónikája, Livóniai Henrik krónikája...) Livónia meghódításának történetét írja le 1180-1227 között. A latin nyelvű írás szerzője Henricus de Lettis, az adott korban a területen élő pap volt. A krónika leírja, hogy hódította meg az egyház – a krónika főszereplője Albert rigai püspök – és a keresztes hadak – kiemelt szerepben a Kardtestvérek rendje – a mai Lettország és Észtország tengerparti, majd belső területeit legyőzve az ott élő pogány törzseket. A több évtizedet bemutató mű háborúk és összecsapások sorozata, amelyben mindkét fél kegyetlenségeit ábrázolja a szerző.
Ebben a szócikkben a latin nyelvű krónika angol fordítása az idézetek forrása. Az angol fordítás, mint minden fordítás, már tartalmaz torzulásokat az eredeti szöveghez képest. A latin szavak XII. századi jelentésének értelmezése nem egyértelmű. A használt fordításban sokszor az eredeti latin nevek, földrajzi elnevezések helyett a fordító korának megfelelő neveket, elnevezéseket használt. Ahol sikerült, ott a szereplőnek, földrajzi névnek feltüntettük a mai megfelelőjét is.

## Történelmi háttér
A XIII. század elején Livónia (és a mai Észtország és Lettország) pogány népek lakta terület volt, ahol a teuton, skandináv és szláv kereskedelem, kultúra és kultuszok keveredtek. Itt kötöttek üzletet egymással a szász, a dán (Hanza-szövetség) vagy a svéd, a szláv (novgorodi vagy pszkovi) és a helyi – észtek, a karjalaiak, a kurok, a latgalok, a szemigallok, lettek, livek és litvánok – kereskedők.  A nyugatról ezüst, textil és más luxuscikk jött, amit szőrmére, méhviaszra, mézre, bőrre, szárított halra és borostyánra cseréltek. Az Arnoldi Chronica Slavorum szerint  a föld "sok gazdagságban bővelkedik" és "termékenyek a szántóföldek, bő a legelő, és folyók öntözik" és "szintén kellően gazdag halban és fákkal borított".
A Szicíliában élő II. Frigyes német-római császár jelentős nehézségekkel uralta Németországot, miközben a pápákkal küzdött. Kortársa, III. Ince pápa felhívása az új keresztes hadjáratra nemcsak a végzetes negyedik keresztes hadjárathoz vezetett, amelynek során Konstantinápolyt 1204-ben elfoglalták és kifosztották, hanem az északkelet-európai keresztes hadjárathoz is.
Henrik krónikája bemutatja, hogy ilyen körülmények között egy agresszív szász püspök hogyan tudott független teokratikus államot létrehozni egy fejletlen balti térségben. Hogyan tudták a németeket a balti területek ellenőrzésük alá vonni az őslakos népek és kultúrájuk pusztítás árán. Henrik krónikája dokumentálja nemcsak a diadalokat és eredményeket, hanem a vétkeket és szerencsétlenségeket is. Bemutatja, milyen „erőfeszítéssel” járt a középkorban, hogy egy technológiailag fejlettebb kultúra „áldásait” elhozzák egy „elmaradott” népnek.
Az események, amelyek kezdetét Henrik feljegyezte, rendkívül hosszú távú következményekkel jártak. Bár a kelet-balti térségben a német telepesek soha nem voltak túl nagy számban, a balti államok, különösen Lettország és Észtország városközpontjaiban és kereskedelmi életében meghatározó kisebbségben maradtak a 20. századig. 1939-ben, a Sztálinnal kötött egyezmény részeként, Adolf Hitler összehívta a balti németeket, hogy térjenek vissza „haza” a Harmadik Birodalomba. Mivel az alternatíva a küszöbön álló szovjet megszállás volt, sokan „hazaköltöztek”.
Ennek ellenére jelenlétük félreérthetetlen nyomai megmaradtak. Nyolcszáz évvel Henrik írása után a balti köztársaságok építészete, vallásai, gazdasága és politikai kultúrája még mindig megőrizte az általa megörökített események nyilvánvaló és fontos nyomait.

## A Krónika
Henrik Livónia krónikája kortárs szemtanúi beszámolót ad az eseményekről. Nemcsak e viharos időszak katonai vállalkozásait rögzíti, hanem a krónikás kétértelmű attitűdjét is érzékelteti, tekintettel a vallási indítékok és a politikai célok bonyolult érdekkeveredésére. A krónika négy részből áll.

### Liber primus. Livónia első püspöke, Meinhard
A Krónika egy anekdotával kezdődik Meinhardról, aki a holsteini segesbergi ágostoni közösség kanonoka volt. 1180 telén, hogy miután meghallgatta a Dvina folyón felfelé utazó kereskedők és tengerészek történetét a pogány livóniaiak és lettek közötti kalandjaikról, akikkel kereskedtek, Meinhard elhivatottnak érezte magát, hogy megtérítse ezeket a népeket. Bár már idős volt, tiszteletre méltó ősz hajjal, Meinhard a következő tavasszal Livóniába indult. Amikor elérte a Dvina partján lévő német kereskedelmi állomásokat, Meinhard a kereskedők között élt és prédikált minden bennszülöttnek, aki csak arra járt – nem sok sikerrel. 1184 körül Meinhard és néhány hittérítő templomot emeltetett Uexküll faluban, ahol megkeresztelt néhány livónt.
A következő tél folyamán, miután egy csapat litván megtámadta a livoniakat, Meinhard alkut ajánlott a helyi lakosoknak. Ha elfogadják a keresztséget, Meinhard egy kőerődöt építéséről Uexküllben, hogy megvédje őket a jövőbeli támadásoktól. A lívek elfogadták az ajánlatát. Meinhard ezután Gotland szigetéről hozatott kőfaragókat, és utasította őket, hogy építsék fel az ígért erődöt, valamint egy kőtemplomot a Dvina partján. Az építkezés befejeztével azonban a livóniaiak felmondták a megállapodást. A megkereszteltek egy része visszaesett a pogányságba, a többiek pedig megtagadták az úrvacsora elfogadását. Meinhardnak hasonló élménye volt Holm lakóival, a Dvina egy közeli szigetén. Ott egy várat is épített, miután biztosítékot kapott, hogy a lakosok meg akarnak keresztelkedni, de szinte minden leendő megtérője elutasította a keresztséget.
Meinhard 1186-ban visszatért Brémába, ahol beszámolt missziójának eredményeiről és csalódásairól egyházi felettesének, II. Hartwig érseknek. Hartwig, mint sok elődje a brémai székben, egy észak-európai egyházi birodalom létrehozására törekedett, és meglátta Meinard livóniai missziójában a lehetőséget. Hartwig érsek székesegyházi káptalanának beleegyezésével felszentelte Meinhardot Uexküll püspökévé, és arra buzdította, hogy menjen vissza Livóniába a jó munka folytatására.
Meinhard visszatérése a livóniai előőrsére egy pár paptársával nagyon kiábrándítónak bizonyult. A holmi livóniaiak megtámadták és megpróbálták kiűzni őket az országból. A megtértek tömegesen ugrottak be a Dvinába, hogy lemossák a keresztelővizet. Meinhard és társai hamarosan a livóniaiak foglyai lettek. Treideni Theodorik, egy ciszterci szerzetes, Meinhard társa, kiszabadult, és segítségért fordult a pápasághoz. III. Celesztin pápa válaszul felhatalmazta, hogy további misszionáriusokat toborozzon. Ezen kívül a pápa más segítséget nem adott. E lehangoló körülmények közepette Meinhard 1196-ban halt meg.
A könyv egyetlen fejezetből áll: I:1-I:14.

### Liber secundus. Berthold püspök felszenteléséről
Amint értesült Meinhard haláláról, Hartwig érsek Bertholdot, a ciszterci kolostor apátját nevezte ki Meinhard helyére Uexküll püspökeként. Berthold eleinte ellenállt a kinevezésnek, talán azért, mert vonakodott attól, hogy hirtelen kivonják a szerzetesi élet megszokott és békés hétköznapjaiból, és belevessenek a missziós élet nehézségeibe és veszélyeibe. Hartwig, aki alig várta, hogy saját útjára induljon a Szentföldre, rákényszerítette Bertholdot, hogy fogadja el a megbízatást. 1197-ben püspökké szentelte Bertholdot, és az év késő tavaszán vagy kora nyáron útnak indította.
Uexküllbe érve Berthold finom szavakkal és nyájaskodásokkal próbálta megnyerni a helyi méltóságokat. Miután egy csoport megkísérelte megölni, miközben egy temetőt szentelt fel Holmban, Berthold stratégiát váltott. Titokban visszahajózott Szászországba, és hozzálátott egy hadsereg toborzásához. Meggyőzte a pápát, hogy ígérje meg, hogy az expedíciójába bevont katonák megkapják a keresztesek igen nagyra becsült kiváltságait – ez nagyban megkönnyítette a toborzást.
Berthold 1198 nyarán tért vissza Livóniába, ezúttal kis létszámú, de jól felszerelt veterán lovagokból és gyalogságból álló sereg kíséretében. Határozottan követelte, hogy a livóniaiak fogadják el a keresztséget, ahogy ígérték. A livonok határozottan visszautasították. Rövid ütközet után harcok törtek ki a püspöki csapatok és a livóniaiak között. Július 24-én a csata hevében, miután Bertholdot megsebesítette egy ellenséges lándzsa, feldühödött livóniak körbefogták, és darabokra tépték. A német csapatok kíméletlen terrorhadjárattal válaszoltak, válogatás nélkül lemészárolták a vidék lakosságát, felégették a földeket és a lakásaikat, mígnem a livóniai vezérek végül kapituláltak. Százötvenen keresztelkedtek meg két nap alatt. Vezetőik beleegyeztek abba, hogy misszionáriusokat fogadnak erődjeikbe, és megígérték, hogy adót fizetnek a papok támogatásáért. A sereg visszatért Németországba.
Amint a német csapatok lehajóztak a Dvinán, az új „megtérők” ismét a folyóba ugrottak, hogy lemossák keresztségüket. Amikor rátaláltak egy fafaragásra, amelyről azt feltételezték, hogy a szász istent ábrázolja, a livóniaiak a távozó flotta után dobták. Egy hónapon belül sikerült annyira megkeseríteni az életet annak a néhány misszionáriusnak, aki hátramaradt, hogy azok Holm-szigeti erődbe menekültek. A livóniaiak egy része a német kereskedőket is ki akarta űzni az országból, de az idősebbeknek adott kenőpénzek hatására hamar letettek erről.
A könyv egyetlen fejezetből áll: II:1-II:10.

### Liber tertius. Albert püspökről

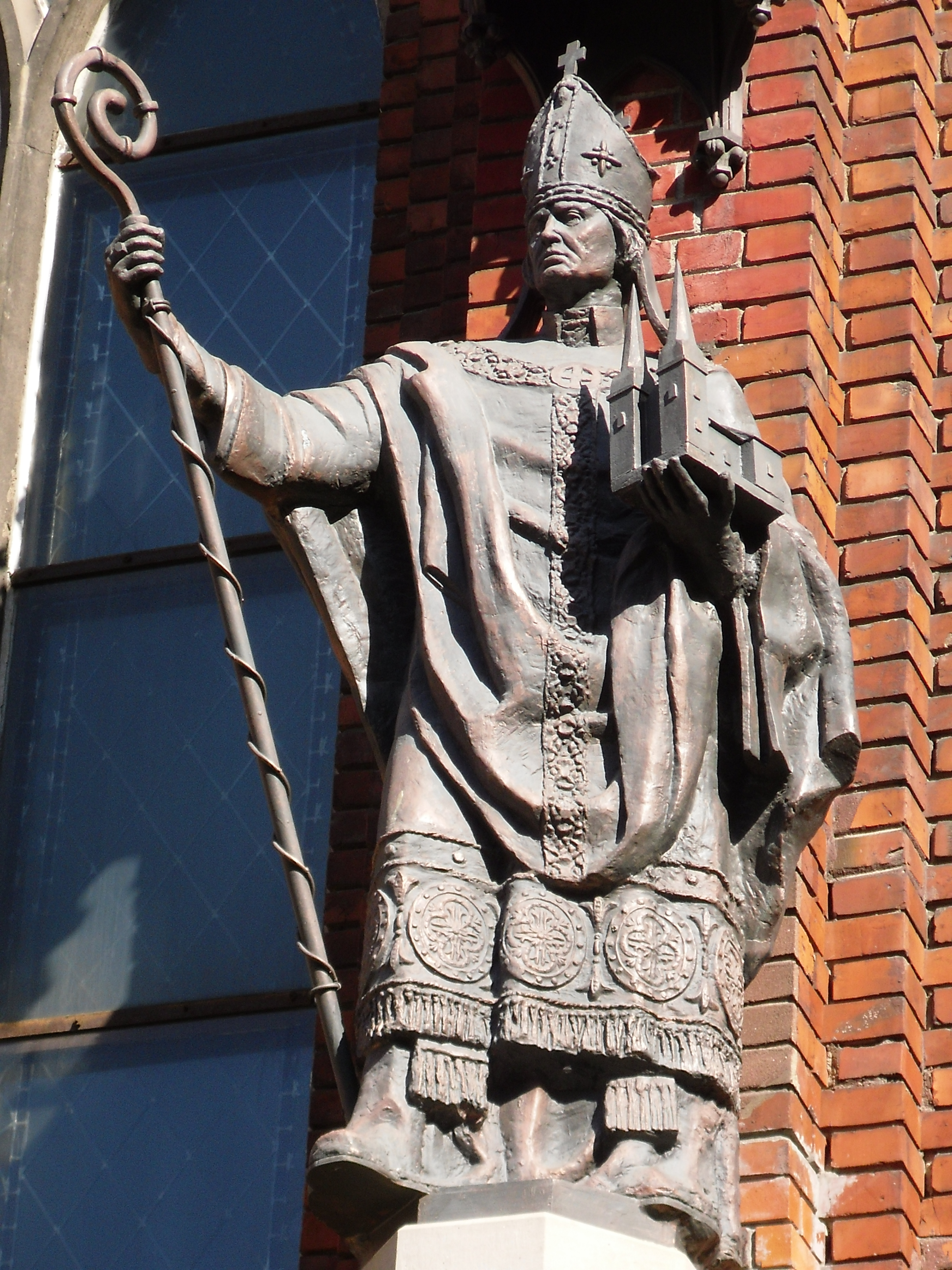
Albert püspök szobra a Rigai Katedrálisban

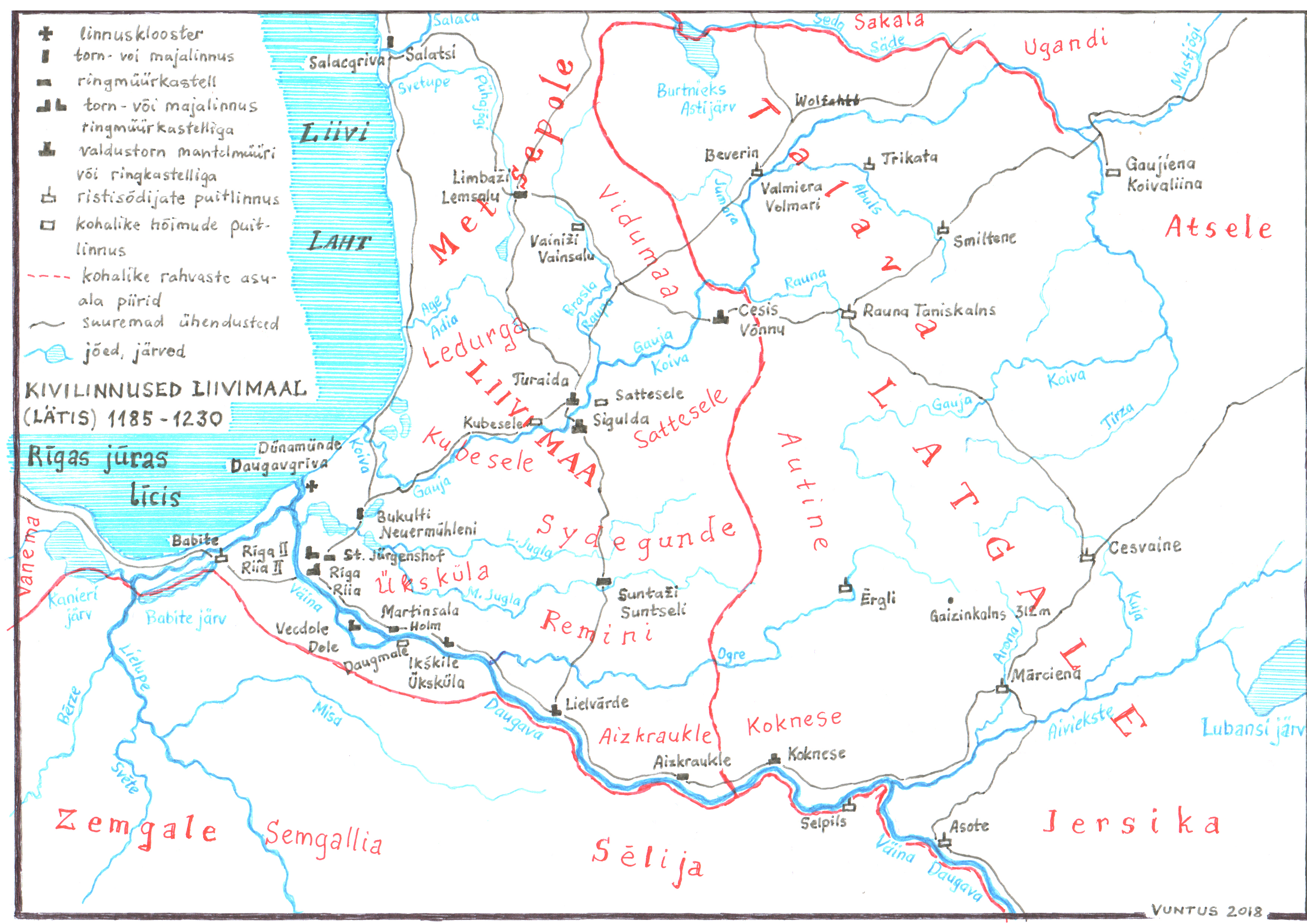
Riga és környéke 1200 után. Rigától felfelé haladva a folyón megtalálgató Holm és Ikšķile, a tengernél Daugavgrivánál pedig a megerősített kolostor. A kitöltött (fekete) jelek kővárakat jelentenek, az üres téglalap kis vonallal a tetején a keresztesek favárait. A vonal nélküli üres téglalapok a helyi törzsek fából készült erődjének jele. Piros feliratok az egyes törzsek területei, a fekete vonalak a fontosabb útvonalak

Bármilyen borúsnak tűnt a livóniai misszió jövője 1198 telén, kilátásai nagyot javultak 1199 tavaszán, amikor Hartwig érsek unokaöccsét, Albert von Buxthoeven, a brémai dóm kanonokát nevezte ki Uexküll harmadik püspökévé, Albertet 1199. március 1-jén szentelték fel. Döntésképes, lendületes, ambiciózus, büszke, keményfejű és kérlelhetetlen Albert erényeinek és bűneinek kombinációja generációja egyik legsikeresebb egyházi diplomatává és birodalomépítővé tette. Elhatározta, hogy Livóniában egyházi birodalmat hoz létre saját maga és a brémai érsekség számára. A szent életű Meinhard püspökkel ellentétben, aki prédikálni ment Livóniába, Albert püspök Livónia meghódítására készült.
Henrik krónikájának központi alakja Albert püspök. Nyilvánvalóan rendkívül csodálta Albertet, bár időnként óvatos fenntartással élt. Albert első livóniai útjára való készülődése azt mutatja, hogy kezdettől fogva a hódítást tervezte. Távozása előtt megszervezte a szász keresztes hadak seregét, és megbizonyosodott arról, hogy politikai pozíciója megingathatatlan, a dán király, Lund érseke, a német király és III. Ince pápa is támogatta tervét.
Az Albert ebben és az azt követő években Livóniába hozott haderő mérete és összetétele változatos volt, de mindig a keresztesek kiváltságaival ruházták fel őket. 1199-ben főként Szászországból és Vesztfáliából toborozta seregét, de több száz megedzett fríz harcost is rávett, hogy csatlakozzanak expedíciójához. Lübeckből hajóztak, de útközben Gotlandba is betértek, ahol Albert további önkénteseket toborzott a keresztes hadjáratra. Albert évről évre megismételte ezt az utat. A keresztes lovagok többsége csak egy-két évig szolgált, majd hazatért. Ennek következtében Albertnek évente vissza kellett térnie Németországba, hogy pótolja a haderőt.
Albert püspök hamarosan ráébredt, hogy az általa elképzelt állandó hódításhoz és gyarmatosításhoz többre van szükség, mint a rövid időre rendelkezésre álló önkéntesek. 1202-ben Albert új katonai vallási rendet hozott létre a Templomos Lovagrend mintájára. Ez volt a Kardtestvérek rendje (Kardhordozók Rendje, Krisztus Milícia Testvérei, Livóniai Kardtestvérek). A rendnek feladata, hogy állandó hadsereget biztosítson Albert és segítői hódításaihoz a Baltikum keleti részén. A rend a püspök irányítása alatt állt, a püspök fegyveres erőinek állandó magját alkotta, kiegészülve a rövid távú nyugatról érkező önkéntesek illetékeivel. A rend tagjai az újonnan meghódított vidékeken a megszálló hadsereg feladatát is ellátták.
A hódítást tovább erősítette a ciszterciek és az ágoston-rend vallási közösségeinek létrejöte. E közösségek tagjai a megszállt területeken egyesítették a misszionáriusok és a civil adminisztrátorok funkcióit. Minden sikeres hadjárat után a püspök magisztrátust (hivatalnokot) nevezett ki a csapatai által meghódított livóniai falvak irányítására és plébánost, hogy megkereszteljék a még életben maradtakat; bevezesse őket új katolikus hitük titkaiba, és szolgálja lelki szükségleteiket.
Albert püspök a seregeit kísérő német kereskedők kereskedelmi érdekeit is szem előtt tartotta. 1201-ben megalapította Riga városát egy korábbi liv kikötő helyén. Itt építette a Boldogságos Szűz Máriának szentelt székesegyházat, házakat magának és káptalanjának, főhadiszállást a Kardtestvérek számára, laktanyát a katonáknak, raktárházakat a kereskedőknek. Itt öntötték az új székesegyház harangjait is, amelyek nemcsak az istentiszteletre hívhatták a híveket, hanem a polgárokat is fegyverre hívhatták, és ünnepelték a németek földbirtokának kiszélesedését és megerősödését.
1208-ra zökkenőmentesen működött Albert püspök új fejedelemségének gépezete. A livek és lettek többsége ekkorra már kénytelen volt „elfogadni a keresztyén uralmat”.
A harmadik könyv tíz fejezetből áll: III:1–XII:5

### Liber quartus. Észtország, a kezdetek

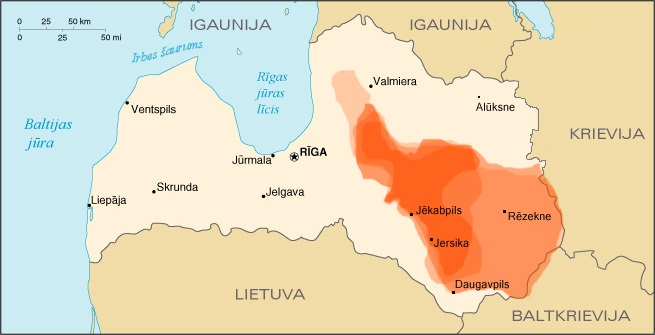
Jersika (Letija, Lotgol) területének változása a XII-XIII. században. Albert püspök elfoglalja a Jersika Hercegséget

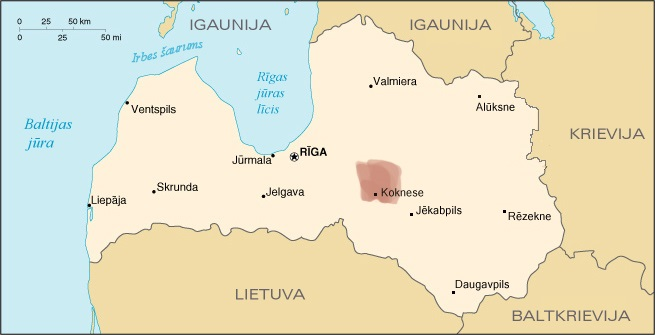
Koknese területének változása a XII-XIII. században. Albert püspök vazallusává tette a Koknese Hercegséget

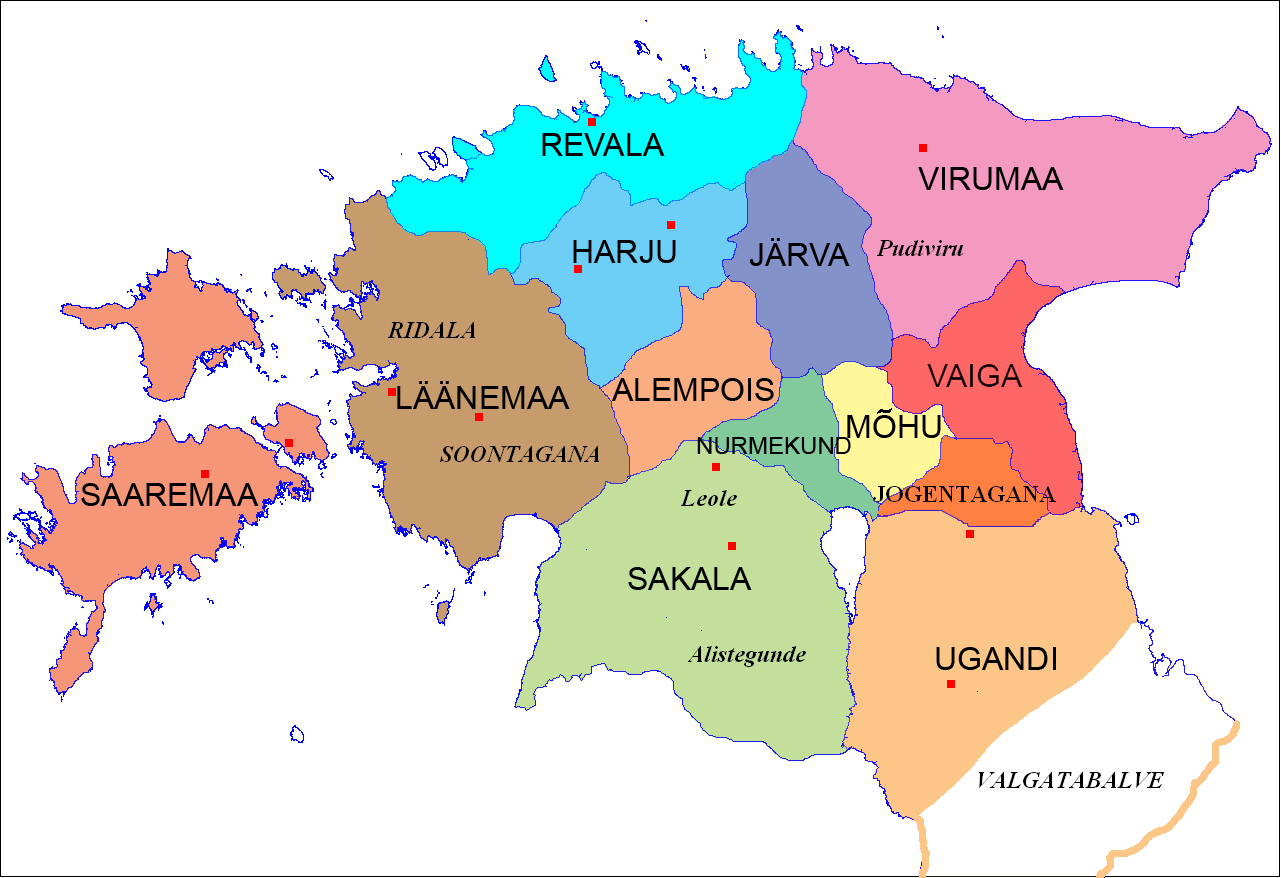

A püspök missziós és katonai tevékenysége észak felé, Észtország felé fordult. Henrik krónikájának negyedik könyve ezeket a hadjáratokat teljes vadságukban rögzíti. A krónikás beszámolójának évről évre ismétlődő jellege arról tanúskodik, hogy a balti népek keresztényesítésére és leigázására ekkorra már kidolgozták a szisztematikus stratégiát.
A folyamat az észtek megerősített erődítményei elleni sorozatos katonai támadással kezdődött. A kiváló haditechnikával felfegyverzett németek falunként rohanták le őket. A németek páncélzata, ostromgépezete, sőt hangszerei(!) is döntő előnyhöz juttatták a betolakodókat ellenfeleikkel szemben. Az észtek hiába próbáltak hatékony ellenállást szervezni. Segítségül hívták Polozk, Pszkov, Novgorod és Szmolenszk orosz fejedelmeit, hiába. Sem az oroszok, sem a pogány észtek nem tudták megfékezni a német előretörést. Hatékonyabb szervezés és fegyverzetük jelentős fejlesztése nélkül az észteknek nem sok reményük volt a szász hódítók megfékezésére. Az oroszok a maguk részéről túlságosan el voltak foglalva saját hazai viszályaikkal és a tatár inváziók elleni harcokkal ahhoz, hogy jelentős erőket mozgósítsanak a németek elleni harcra.
A latin és az orosz ortodox misszionáriusok közötti versengés a balti népek vallási hűségéért tovább bonyolította a helyzetet. Az ortodox misszionáriusok nem tanúsítottak figyelemre méltó buzgalmat az orosz fennhatóság alatt álló balti lakosság keresztény hitre térítésében. Ezzel szemben a németek ragaszkodtak ahhoz, hogy a balti térségben meghódított összes népet megkereszteljék. A német gyarmatok terjeszkedésével szemben az orosz befolyás a balti térségben folyamatosan csökkent. A szász püspök és emberei legyőzték Gerzike (lett: Jersika) és Kokenhusen (lett: Koknese) orosz fejedelmeket, és megsemmisítették fejedelemségüket.
A dán és a svéd uralkodók is bekapcsolódtak a balti területek meghódításába, sokszor Albert püspök építette birodalom kárára. Kettejük közül a dánok voltak a püspöki ambíciók komolyabb vetélytársai. A szász és a dán érdekek élénk, gyakran éles versengése egészen addig folytatódott, amíg Fekete Henrik, Schwerin grófja 1223-ban el nem foglalta II. Valdemár dán királyt. Ennek ellenére a dán erőknek sikerült megtartaniuk az irányítást Észak-Észtország felett.
A lakosság vallásos megtérése volt a balti-tengeri keresztes hadjáratok elsődleges célja. A keresztes hadjáratok ezen a vidéken, a Szentföldön zajlókkal ellentétben, kezdettől fogva missziós hadjáratok voltak. A katonai hódítást rendszeresen  követte a túlélők megkeresztelkedése. A keresztség, a keresztény egyházba való beavatás szentsége a német uralomnak való átadást is szimbolizálta. A balti-tengeri keresztes hadak ennek megfelelően azt követelték, hogy mindenki, akit uralmuk alá vontak, a Szászországban követett rítusok és szertartások szerint keresztelkedjenek meg.
A keresztség a keresztény egyház kánonjogának való alávetést is magában foglalta. Ennek a legközvetlenebb és legnyilvánvalóbb következménye az volt, hogy az újonnan megtérteknek most be kellett tartaniuk a keresztény házassági szabályait, és emellett tizedet kellett fizetniük új egyházi előljáróiknak. Mindkét követelmény neheztelés forrása volt. Az egyház házasságra vonatkozó törvényei komoly problémákat okoztak a társadalmi és politikai kötelékek rokonházassági szövetségeken keresztül történő formalizálásában, valamint a balti népek más hagyományos házassági gyakorlatában. Albert püspök 1201-ben elküldte Theodorik apátot, hogy konzultáljon III. Ince pápával a problémákról. Theodorik meggyőzte a pápát, aki a „Deus qui ecclesiam” levélben egy sor előírást értelmezett, amely megoldotta e nehézségek közül néhányat. A tized biztosította a templomok építésének és fenntartásának fedezetét, valamint a papság életéhez szükséges bevétel volt, így érthető Henrik erős személyes érdeklődése e téma iránt.
A pápák és a zsinatok hagyományosan ragaszkodtak ahhoz, hogy a felnőttek csak azután keresztelkedjenek meg, hogy megtanították őket a keresztény hit és gyakorlat elemeire, és szabad akaratukból elfogadták ezeket a tanításokat. A balti határon más volt a gyakorlat: a keresztség volt az első, a tanulás és az elfogadás következhetett – vagy nem. A papok rendszeresen kísérték a keresztes hadakat. Fő feladataik közé tartozott a meghódított településeken a túlélők megkeresztelése. A meghódított falvakban fokozatosan telepedtek le a papok, plébániákat alapítottak, templomokat építettek, és szolgálták a megtérőket. Az egyik ilyen pap volt Henrik is.
A negyedik könyv tizennyolc fejezetből áll: XIII:1–XXX:6

## A krónika története
A XII. századi Kijevi Krónika Nyesztornak tulajdonított néhány részletétől eltekintve ez a legrégebbi ismert írott forrás e vidékről. A kelet-balti térség keresztényesítésének korai szakaszának számos epizódjáról Henrik krónikája szolgáltatja a legfontosabb bizonyítékot a Livóniai verses krónika és a Novgorodi első krónika mellett. A Krónika teljesen eredeti mű, nem tartalmaz részleteket más szerzők művéből, sőt a dokumentumforrások vonatkozásában is megőrzi szinte teljes függetlenségét, de általában anélkül, hogy bármiben is ellentmondana nekik.
A krónika eredeti kézirata nem maradt fenn. Tizenhat másolata készült a tizenharmadik és tizenkilencedik század között – ennyiről van ma tudomásunk. A legrégebbi példány, a Codex Zamoscianus a XIII. század végén készült, pergamenre írták. A Codex Zamoscianus hiányos, a XXIII:8 fejezet (1219 közepe) után megszakad. Nevét a Zamoyski családról kapta, Jan Zamoiskis (1542–1605), Lengyelország-Litvánia nagyhetmanja vitte Livóniából Lengyelországba. Itt talált rá 1862-ben August Bielowski a család varsói könyvtárában A családi könyvtárban megtalált kódexet ma a varsói Nemzeti Könyvtár őrzi. A kódex itt nézhető meg. A krónika következő legrégebbi kézirata, a Skodiesky-kódex már rég elveszett, de a rigai városi könyvtárban fennmaradt egy tizenhetedik századi másolata. E két kéziraton kívül még hét másik, újabb és kevésbé megbízható kéziratváltozat létezik a XVII. és XVIII. századból.
Az eltérő időpontban készült másolatok között akadnak olyanok, amelyek már másolatról készültek – minden másolás szövegromlást eredményez. A másolatok közötti kapcsolatok feltérképezését, a változatok összevetésének sziszifuszi munkáját L. Arbuszov végezte el.
Livónia krónikája először 1740-ben jelent meg nyomtatásban Origines Livoniae sacrae et civilis seu Chronicon Livonicum vetus, continens res gestas trium primorum episcoporum (A szakrális és polgári Livónia eredete, avagy a három első püspök okleveleit tartalmazó Ólivóniai Krónika) címmel. Johann Daniel Gruber adta ki Frankfurtban és Lipcsében egy XVI. századi másolat alapján, amelyet Hannoverben talált. Ez a másolat sok helyen különbözött az eredeti műtől, Gruber is több helyen "javított" rajta, a Krónikát több mint száz éven keresztül rossz szöveggel olvasták. Miután August Bielowski 1862-ben megtalálta a Krónika legrégebbi és egyetlen pergamenkéziratát Zamoyski grófjainak varsói könyvtárában, egyre pontosabban sikerült az eredeti Krónikát helyreállítani és modern nyelvekre lefordítani. Ebben a folyamatban Wilhelm Arndt szerepe volt meghatározó. Arndt átirata az a standard modern kiadás, amelyet a kutatók forrásként használnak.
Az ebben a szócikkben szereplő Henrik Livónia Krónikájából származó idézetek a Forrásokban feltüntett James A. Brundage elismert angol fordítása felhasználásával készültek. Ez értelemszerűen további szöveg és minőségi romlást jelent.

### Mikor íródott a Krónika?
Henrik 1225-26-ban írta a krónikáját, és eredeti formájában a krónika az 1226-os események beszámolójával zárult Valamilyen későbbi időpontban, valószínűleg 1227-28-ban, Henrik egy utolsó (XXX.) fejezettel egészítette ki a krónikát, amely Oesel 1227-es leigázását beszéli el. Valószínű, hogy Henrik krónikáját a livóniai egyház megalapításáról szóló tudósításként írta Vilmos modenai püspök, pápai legátus számára, akit Henrik tolmácsként segített 1225-27-között.
Kijelenthető, hogy a terjedelmes Livónia krónikát nem folyamatosan írták, hanem szinte teljesen egyszerre. Megfigyelhető, hogy a szerző a viszonylag korai idők eseményeinek leírásakor gyakran látja el történetét előrelátó megjegyzésekkel a későbbiekre vonatkozóan. Mindjárt a Krónika elején megtudjuk, hogy Theodorikot később püspökké avatják, Fellin első ostromáról szóló elbeszélésben a szerző egyértelműen jelzi, hogy lesz egy második és a Szűzanyát dicsőítő fejezetben megelőlegezi Vetseke király (Vjacskó herceg) halálát három év múlva Dorpat ostrománál. Főleg ez utóbbi segít annak megállapításában, hogy a Krónika fő részének megírása 1225 végén íródott.
Eredetileg a XXIX. fejezet volt utolsó a Krónikában. A szöveg felépítése, az elbeszélés szerkezete erre utal: elért béke a környező népekkel, minden összefoglalás, a legátus tevékenysége és távozása. A formális befejezés része, azt erősíti az Isten iránti hálaadás és a Krónika célkitűzéseinek leírása. Ez a fejezet nem készülhetett 1226 áprilisánál később, mert a krónikás tudott legátus távozásáról (1226. április 20-28.), de még nem tudott (írt) hajóinak ezt követő hosszú dunamündei tartózkodásáról és az 1227-es eseményekről.

### Dátum probléma
A Krónikát forrásként használó történészeket sokáig megtévesztette, hogy a kéziratot megjelentető Gruber a korának megfelelő naptárt alkalmazta a Krónikára, amely az évet január elsején kezdi, miközben az egész középkorban ez nem így volt. A Krónika szerzője, mint a legtöbb középkori író, közjegyző és hivatalnok (nyugaton), nem január elsején kezdte az évet, hanem március 25-én, az angyali üdvözlet napjától. Így a Gruber féle datálások két hónappal és huszonnégy nappal eltértek.

## Érdekességek
- Henrik két helyen is eljátszik a Riga és (latin) rigo (öntözni) hasonlóságával[25][26], másutt a lettus (lett) és laetus (örömteli) szavak hasonlóságát használja ki[27] Másutt számára humoros epizódokat rögzít, mint a kétszer-keresztelkedést[28] vagy amikor a lázadó livek megégetett állatokkal dobálták meg Albert püspököt[29].
- A Krónikában elvétve korabeli liv, lett és észt szavak bukkannak fel. Ezek jelenlétét is fel szokták használni a Henrik helyi származása mellett érvelők. Henrik tolmácsként is szolgált[30], ez is magyarázza az "idegen" szavak használatát.[31][32] Ilyen szó a watmal (szövetmérték)[33][34] a nogata (szörme)[35][36][37] a maja (ház)[38][39][40][41], a draugs (barát)[42][43], a malewa (sereg)[44][45][46], a waip (durva szövet) [47][48], a kihhelkund (plébánia)[49][50][51][52][53] és a maga magamas (örökre itt maradsz) [54] Háromszor említi meg a Krónika Astigerwe tavát[55][56][57], az észtben a jerw (-gerve) tavat jelent. És egy finn szó is szerepel a Krónikában, a Kaikkiwalta finnül azt jelenti: "Mindenható"[58][59]
- A Krónika írójának jelentős latin műveltsége volt, több helyen is idézi Cicerot (I:2, II:5), Horatiust (X:3), Ovidiust (X:17 és XXX:5) és Vergiliust (IX:1, X:3, XII:2, XIX:1 és XXIX:8).
- Albert püspök két bátyja és három féltestvére fontos pozíciót töltött be a meghódított területen. Az egyik testvér, Rothmar a Kardtestvérek és Dorpat prépostja volt[60][61][62]; a másik testvér, Hermann a brémai Szent Pál kolostor apátja volt, majd az észtországi Dorpat püspöke lett[63][64][65][66][67][68][69][50]. Albert püspök féltestvérei közül az egyik, Englebert a rigai káptalan elöljárója lett[70][71][72][73], egy másik, Theodorik számtalan hadjáratban vett részt[74][75][76][77][78][79][80][81][82][83][84][50], míg a harmadik, Johann Szászországban maradt az Appeldorni uradalom vezetőjeként, de Dorpat ostromában biztos részt vett.[85].
- A Krónikában egy helyen megemlítik a Magyar Királyságot.[86]

## Külső hivatkozások
- A Chronicon Livoniae kiadástörténete, a kéziratos példány adataival
- A Chronicon Livoniae 1747-es kiadásának digitalizált változata
- A Chronicon Livoniae 1867-es kiadásának digitalizált változata
- A Chronicon Livoniae 1955-ös kiadásának digitalizált változata